# TheWingBluff
『The Wing Bluff』はJasper（前:日下部青春）が製作した、第二次世界大戦を舞台にした双方向2Dシューティングゲームである。通称TWB。2009年12月10日に、本作を完全リメイクした『大空軍 DAIKUUGUN』が、株式会社GAEよりPlayStation Portable用のソフトとして発売。これについても述べる。
登場する航空機（戦闘機・爆撃機・雷撃機・輸送機）は全155種類で、各機種の兵装・最高速度・安定速度・機動性・高高度出力・防弾性などは実機データに基づいて設定されている。その中には、戦局の悪化などの影響で製作中止などになった幻の機体、本ゲーム独自の架空機なども登場する。サブキャラクターである戦車は全29種類登場し、これも実機データに基づいて性能が設定されている。ただし、一部の機体（航空機・戦車）では、ゲームバランスの都合上、実機の兵装をあえて無視しているものがある。特に爆装については、かなり史実を無視されている。実際のアメリカ軍の戦闘機は、爆弾を大量に搭載可能で、これを再現すると、機体を使い分ける面白みが大きく削がれるため、機体の重量などを参考にして減らされている。
このゲームは通常の2Dシューティングと違い、左右に広いステージを任意にスクロールでき、揚力や加速度などの概念により独特の操作感がある。自機は敵機と同じ強さなので、主にプレイヤーの腕によって勝敗が決まる。初心者に限らず、通常の2Dシューティングに慣れている人でも操作に慣れるまで難しいゲームではあるが、操作に慣れれば長く遊べるゲームである。
機体指定がされていないシナリオであれば、ミッションランクより低い機体という条件を満たせば使用できる。これにより、日本サイドのミッションでアメリカ軍の機体を用いたりすることが可能である。アペンドミッションという機能があり、プレイヤー自身がミッションを創作することが出来る。
EASYMODEという初心者用モードがあり、敵の練度が1段階下がり、かつ自機の機銃の威力が1.5倍となりクリアが楽になる機能が付いている。
一部機体が制限されたフリーソフト版と、キャンペーンモードなどが追加されたシェアウェア版の二種類が存在する。

## ゲームシステム

### 兵装
主武装
始めから機体に搭載している武装。変更はできない。
- 固定銃
主に戦闘機が搭載する兵装。7.7mmから40.0mmまである。口径が大きい弾ほど威力は高いが、その分、発射速度が遅く、射程も短いうえに弾薬搭載量は少ない。
  - 斜め固定銃
夜間戦闘機の月光二三型、Ju 88Gのみに搭載。大型爆撃機を下から攻撃するために、機体上方に設置されている。前方斜め上に発射する。

- 旋回銃
主に爆撃機・雷撃機が搭載する自衛火器。一定距離に敵航空機が近付くと自動で発射される。ゲームバランスの都合上、射程は固定銃より短い。また、射撃は自機より上を飛ぶ敵にのみ行い、下方の敵には撃たない。固定銃を有する機種のみ、固定銃の弾薬量が無くならない限り、旋回銃の弾薬量は無限である。味方には当たらない。

- 対地機関砲
一部の機種が搭載する対地攻撃用の機関砲。敵の地上物・艦船にのみ当たり判定がある。

副武装
ミッション開始前にプレイヤーが任意で選んで搭載する武装。プレイ中は着陸状態で武装交換ができ、飛行中に武装を投棄することができる。副武装がない場合はロールが可能になる。
- 爆弾
地上物・艦船にだけ当たり判定がある投下兵器。着弾時の落下速度が大きいほど威力が高くなるため、水平爆撃よりも急降下爆撃が重要なテクニックとなる。なお、低い高度で投下すると不発になる。

- 魚雷
対鑑攻撃用兵器。水面を一定距離進むと爆発する。爆発した場所が、艦船の中心に近ければ近いほど威力が高くなる。なお、水面ぎりぎりで、水平に近い状態で投下しなければ不発になる。

- ロケット弾
地上物、航空機の両方に使用できる。固定銃に比べると威力は高いが、発射速度が遅く、射程も短いため、素早く動く敵航空機に当てる場合は難しい。なお、以上の副武装三種は全て味方にも当たり判定がある。

- リペアパック
使用すると、主武装の弾薬数、燃料、機体HPが半分程度回復する。

## シングルミッション
- 日本（大日本帝国）サイドのミッション
  - 真珠湾奇襲作戦（真珠湾攻撃）ミッションランク　C
  - ガダルカナル上陸作戦（ガダルカナルの戦い）ミッションランク　C＋
  - 南太平洋海戦ミッションランク　C＋
  - トラック島防空作戦（トラック島空襲）ミッションランク　B＋
  - 空母「瑞鶴」なおも交戦中（レイテ沖海戦）ミッションランク　C＋
  - 本土防空作戦（日本本土空襲）ミッションランク　B
- イギリス・アメリカサイドのミッション
  - ダンケルク撤退作戦（ダンケルクの戦い）ミッションランク　C
  - バトル・オブ・ブリテンミッションランク　C
  - インパール防衛作戦（インパール作戦）ミッションランク　A
  - マーケット・ガーデン作戦ミッションランク　B＋
  - ミッドウェイ海戦ミッションランク　C＋
  - サイパン上陸作戦（サイパンの戦い）ミッションランク　B＋
  - 呉軍港強襲作戦（呉軍港空襲）ミッションランク　A＋
    - 343航空隊が登場。
- ドイツ(ドイツ第三帝国)・ソ連サイドのミッション
  - エル・アラメインの戦いミッションランク　B
  - プロホロフカの戦い（クルスクの戦い）ミッションランク　B
  - スターリングラード反攻作戦（スターリングラード攻防戦）ミッションランク　B
- 架空ミッション
  - 最後のルフトバッフェ（ベルリンの戦い）ミッションランク　S
    - 風前の灯火であるドイツ空軍（ルフトバッフェ）の一員となり、圧倒的物量で迫り来る戦略爆撃機を離脱させず全機撃墜することが任務、

  - 全艦、レイテ湾に突入せよ！（レイテ沖海戦）ミッションランク　A
    - フィリピンの秘密基地から発進した航空隊を操作し、レイテ湾に突撃する栗田艦隊を守り抜く。

  - 本土防空作戦一九四五一〇ミッションランク　S
    - 史実では未投入のまま終戦を迎えた「震電」「秋水」「烈風」で東京を空襲すべく飛来したB29の大編隊を蹴散らす。敵サイドも移動中終戦を迎えた戦闘機「F8F」が登場する。このミッションは本土防空作戦がもとになっている。

  - 九十九里浜の死闘（ダウンフォール作戦）ミッションランク　S
    - 米軍の終戦の切り札である原爆が暴発し、サイパン島が壊滅。ソ連は満州を占領し朝鮮半島と北海道への進攻準備を進めており、何としても先に日本を降伏させるため、九十九里浜に上陸する。このミッションのみEASYMODE（敵の練度が1段階下がり、かつ自機の機銃の威力が1.5倍となりクリアが楽になる、初心者用モード）が無効になっている。EASYMODE無効に加え、敵味方ともに大規模な部隊を動員する本作の中で最も難易度が高いと言えるミッションである。

## キャンペーンモード
キャンペーンモードとは、シェアウェア版だけに存在するゲームモード。
第二次世界大戦中の日本軍のパイロットとなり数々の戦場を渡って行きながら戦っていくモードである。ミッションの勝敗により戦局が左右され最終的にエンディング(日本の戦勝から、日本の大敗まで様々なエンディングが存在。)を迎えるまで戦っていく。尚武運や勝敗によって途中で戦死（ゲームオーバー）になったりする場合もある。

## アペンドミッション
本ゲームは、アペンドミッションとして、ミッションをINIファイルの形式(拡張子は.apmとなる)で自主制作可能であり、作ったミッションは掲示板で投稿出来る。
また、他のユーザーが作成したミッションもプレイ可能であるため、実質上ミッションの数は無限である。
サンプルミッションとして「八八艦隊ロサンゼルスへ行く」が入っている。

## アペンドミッション投稿掲示板
ソフトの公式サイトにはユーザーの作ったアペンドミッションを投稿する掲示板が存在したが改ざんの被害に遭い、公式の掲示板が休止された（2007年6月）。以降、アペンドミッション投稿等は、ユーザーが自主的に運営する掲示板等で行われていた。2009年1月5日に公式のコミュニティ掲示板（アペンドミッション投稿可）が再び開設された。

## 大空軍 DAIKUUGUN
『大空軍 DAIKUUGUN』（だいくうぐん）は、株式会社GAEより2009年12月10日に発売されたPlayStation Portable用のソフト。『The Wing Bluff』の完全リメイク版である。
360度任意スクロールを採用し、フライトシューティングの要素を取り入れた、独自のゲーム性（公式サイトではジャンルを「新感覚フライトシューティング」と明記）となっている。航空機や建造物などのグラフィックも、非常にリアルになった。登場する航空機は100種類以上。
アペンドミッションについては、「AIOLOS」という専用ツールを使って作成する。作ったミッションはGAEの大空軍公式サーバーに投稿し、他ユーザーに配信できたが、現在配信サービスは終了している。
アドホック機能を使った通信対戦も可能。
EASYMODEが無い、別のキーに割り当てられる操作をわざわざキーの組み合わせ操作にしている、オリジナル部隊を作るモードではなぜか一機種一機までしか使えないなど、問題点も多い。また、TWBとの互換性は皆無。